# Fibreno
A Fibreno (korábbi elnevezése Cicerone) egy olaszországi folyó, a Liri mellékfolyója. A Posta Fibreno település melletti Fibreno-tóból ered, majd Sora település mellett a Liribe ömlik. Folyása mellett két gyűjtőtavat duzzasztottak fel vízienergia előállítása céljából.